# Paul Heinrich Fuss

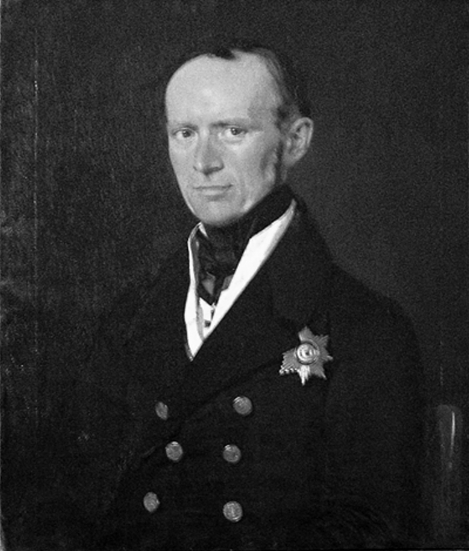
Paul Heinrich Fuss (um 1840)

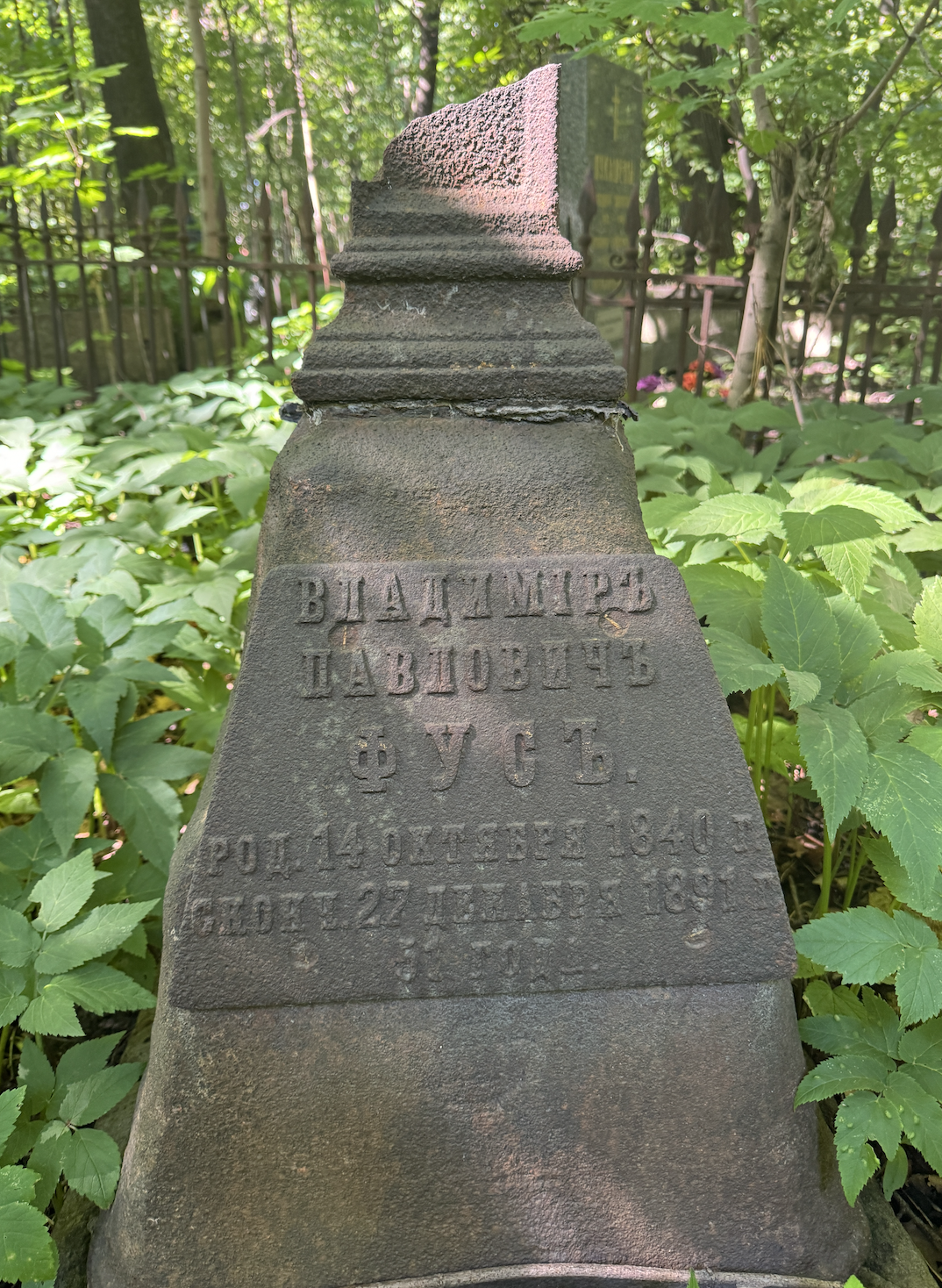
Das Grab von Wladimir Pawlowitsch Fuss, Fuss' drittem Sohn, auf dem lutherischen Friedhof Smolensk in St. Petersburg

Paul Heinrich Fuss, auch Paul Heinrich Fuß, (russisch Павел Николаевич Фус oder Фусc, * 22. Maijul. / 2. Juni 1798greg. in Sankt Petersburg; † 10. Januarjul. / 22. Januar 1855greg. ebenda) war ein russischer Mathematiker und Sekretär der Kaiserlichen Akademie der Wissenschaften in Sankt Petersburg.

## Leben
Fuss wurde als Sohn des aus der Schweiz eingewanderten Mathematikers Nikolaus Fuss, der mit einer Enkelin von Leonhard Euler verheiratet war, geboren. Schon früh zeigte sich seine mathematische Begabung, so beschäftigte er sich anknüpfend an Euler mit der Lösung algebraischer Gleichungen dritten Grades. 1814 wurde er Schüler und 1818 Adjunkt der Kaiserlichen Akademie der Wissenschaften. Anfang der 1820er Jahre veröffentlichte er einige kleinere mathematische Arbeiten in lateinischer und französischer Sprache. 1823 wurde er außerordentliches und 1826 ordentliches Mitglied der Kaiserlichen Akademie der Wissenschaften. Zugleich übernahm er 1826 nach dem Tod seines Vaters Nikolaus Fuss von ihm das Amt des Ständigen Sekretärs der Akademie.
Zu seinen Aufgaben als Sekretär der Akademie gehörten die Veröffentlichung jährlicher Akademieberichte sowie die Herausgabe der nachgelassenen Schriften verstorbener bedeutender Akademiemitglieder. Eine besondere Herausforderung für ihn war die Pflege des wissenschaftlichen Erbes von Leonhard Euler. Aus diesem Grund nahm er brieflichen Kontakt zu den Mathematikern Carl Gustav Jacob Jacobi in Königsberg und Carl Friedrich Gauß in Göttingen auf. Auf einer Reise nach Deutschland, Belgien, Frankreich und in die Schweiz im Sommer und Herbst 1843 traf er Jacobi in Bern und Gauß in Göttingen. Im gleichen Jahr veröffentlichte er Eulers Briefwechsel in dem zweibändigen Werk Correspondance mathématique et physique de quelques célèbres géomètres du XVIIIème siècle. Dem Briefwechsel wurde ein vollständiges Verzeichnis von Eulers Schriften beigefügt. Im April 1844 beschloss die Kaiserliche Akademie die Gesamtausgabe der Werke von Leonhard Euler. Dieser Plan wurde jedoch bereits 1846 aufgegeben. Fuss verfolgte deshalb den Plan, einzelne Schriften Eulers herauszugeben. Mit seinem jüngeren Bruder Nikolaus gab er 1849 Eulers arithmetische Schriften unter dem Titel Commentationes arithmeticae collectae heraus.
1835 wurde Fuss als auswärtiges Mitglied in die Königliche Societät der Wissenschaften zu Göttingen aufgenommen.